# Déclaration sur la sécurité dans les écoles
La Déclaration sur la sécurité dans les écoles est une déclaration politique inter-gouvernementale relative à la protection de bâtiments éducatifs et des personnes qui les fréquentent face aux effets de la guerre. La déclaration est assortie d'un ensemble d'engagements politiques en faveur de cette protection : les lignes directrices pour la protection des écoles et des universités contre l'utilisation militaire pendant les conflits armés. Dans le cadre de cette initiative soutenue par l'Unesco, les documents sont accessibles aux signatures d'États à partir de 2015. En mai 2023, 118 États avaient approuvé la Déclaration.

## Contexte
La Déclaration sur la sécurité dans les écoles s'inscrit dans la lignée d'autres initiatives et instruments pour protéger les enfants des effets de la guerre, comme les principes du Cap (1997), le protocole facultatif à la Convention relative aux droits de l'enfant concernant l'implication d'enfants dans les conflits armés (entré en vigueur en 2002), les principes et engagements de Paris (2007). En 2002, la Cour pénale internationale reconnaît comme crime de guerre le recrutement d'enfants de moins de quinze ans.
La Déclaration sur la sécurité dans les écoles, soutenue par l'Unesco, est le fruit d'une initiative des délégations de Norvège et d'Argentine conjuguée aux efforts, à partir de 2012, de la Coalition mondiale pour protéger l'éducation contre les attaques (GCPEA). Les lignes directrices sont développées entre 2012 et 2014. La Déclaration est présentée lors de la conférence d'Oslo sur la sécurité dans les écoles en mai 2015. Lorsque la Déclaration devient ouverte aux signatures, Haakon de Norvège rapporte que les écoles et universités sont fréquemment utilisées à des fins militaires lors de conflits armés, ce qui rend ces lieux vulnérables aux attaques : « en Syrie seulement, il s’est produit plus de 4 000 attaques contre des écoles au cours des quatre dernières années ».

## Contenu
La déclaration sur la sécurité dans les écoles, engagement intergouvernemental, n'est pas contraignante pour les signataires,. Les écoles et universités, les enseignants et les personnes scolarisées sont explicitement inclus dans les engagements.
« La Déclaration sur la sécurité dans les écoles appelle... à protéger les écoles et les lieux éducatifs contre une utilisation militaire ou des attaques lors des conflits, ainsi qu’à permettre aux enfants et aux enseignants d’accéder librement et en toute sécurité à l’éducation et à assurer leur protection ». Les États signataires de la Déclaration « s’engagent activement à réduire l’impact de la violence et des conflits sur les établissements d’enseignement, et soulignent l’importance de garantir des possibilités d’apprentissage tout au long de la vie dans ces situations ».
Selon l'Unicef, la Déclaration sur la sécurité dans les écoles représente « un engagement politique visant à mieux protéger les élèves, les enseignants, les établissements scolaires et les universités pendant les conflits armés, à favoriser la poursuite de l’enseignement en temps de guerre et à mettre en place des mesures concrètes pour éviter l’utilisation des établissements scolaires à des fins militaires ».

## Bilan et évolutions
Dans le cadre de cette initiative soutenue par l'Unesco, les documents sont accessibles aux signatures d'États à partir de 2015 ; 51 en sont signataires en novembre 2015. En juin 2017, les signataires sont au nombre de soixante-six nations. La même année, une nouvelle initiative dans la même lignée est lancée : les principes de Vancouver deviennent ouverts aux signatures.
En novembre 2019, l'Ukraine devient le centième État qui approuve la Déclaration sur la sécurité dans les écoles. 
L'Unicef cite la Coalition mondiale pour la protection de l'éducation contre les attaques, qui recense « 535 attaques vérifiées contre des écoles » pour l'année 2020. En 2020, la République centrafricaine devient le premier État du continent africain qui inscrive dans le code pénal l'occupation militaire d'un lieu éducatif. La même année, en amont d'un débat international présidé par le Niger, l'assemblée générale des Nations unies institue, à l'unanimité, la première Journée internationale pour la protection de l’éducation contre les attaques. Toujours en 2020, 30 pays d'Afrique avaient approuvé la déclaration et des groupes intergouvernementaux progressaient dans la sensibilisation.
En 2022, l'Organisation des Nations unies publie une tribune qui signale : « en 2020 et 2021, six attaques par jour contre l’éducation ont eu lieu en moyenne dans le monde », provoquant de graves préjudices aux écoliers et aux étudiants de ces établissements. Outre l'occupation militaire des bâtiments voués à l'enseignement, les enfants, les étudiants et le personnel sont victimes d'homicides, de blessures, de viols, d'enlèvements, d'arrestations arbitraires et d'enrôlement. L'article dresse un bilan sombre de la situation mondiale et appelle les États à s'engager davantage en faveur de la protection des lieux d'éducation et des personnes qui les fréquentent. Toujours en 2022, RFI indique « plus de 11 000 écoles fermées dans le Sahel central et le bassin du lac Tchad à cause des conflits ».
En mai 2023, 118 États avaient approuvé la Déclaration.